# Методи розв'язання нелінійних рівнянь
Задача знаходження коренів нелінійних рівнянь одна з найважливіших для практики задач математики.
Дійсне рівняння з однією дійсною змінною можна записати у вигляді 
{\displaystyle F(x)=0},
де {\displaystyle F(x)} - певна функція. 
Значення змінної x, що задовольняють цьому рівнянню називаються його коренями. 
Корені рівнянь не часто можна знайти точно. Здебільшого на практиці задача зводиться до приблизного знаходження кореня, тобто виділення такого достатньо вузького інтервалу {\displaystyle [x_{1},x_{2}]}, про який можна сказати, що корінь рівняння належить цьому інтервалу. 
Доволі часто, особливо при якісному аналізі задачі, важливо встановити простий факт існування кореня.

## Аналітичні методи
Аналітичні методи розв'язування нелінійних рівнянь існують для обмеженого кола задач. Алгебраїчні рівняння можуть бути розв'язані в квадратурах, якщо їхній степінь не перевищує 4, тобто розв'язуються квадратні рівняння, кубічні рівняння і рівняння четвертого степеня. Аналітично розв'язується також значна кількість тригонометричних рівнянь.

## Прості методи

### Метод вгадування і перевірки
Іноді корінь рівняння можна вгадати. Зазвичай вгадування ґрунтується на певному додатковому знанні про задачу, наприклад, про симетрію функції. Вгаданий розв'язок потрібно підставити в рівняння й перевірити його справедливість або несправедливість. 

### Метод табуляції
Корінь рівняння можна знайти з певною точністю, якщо побудувати таблицю значень функції в залежності від значень аргументу. Такий метод у багатьох випадках дуже неефективний, бо вимагає великого числа обчислень. 
З іншого боку, функція може бути заданою таблично, наприклад, як результати вимірювань в залежності від параметра. Тоді знаходження кореня зводиться до аналізу значень, а його уточнення до інтерполяції (табуляції) між найближчими до нуля значеннями.

## Графічний метод

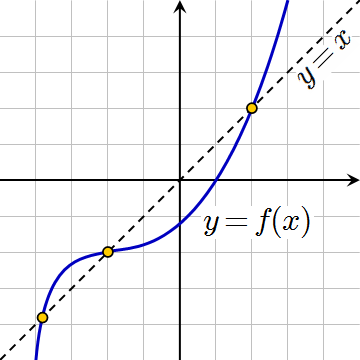
Ілюстрація графічного методу знаходження коренів рівняння

Графічний метод зводиться до побудови графіка функції й візуального визначення точки, де вона перетинає вісь ординат. Іноді побудова графіка функції {\displaystyle F(x)} складна, але рівняння можна переписати у вигляді 
{\displaystyle f(x)=g(x)},
де {\displaystyle f(x)} та {\displaystyle g(x)} - функції з простими графіками. Тоді графічний метод зводиться до знаходження точки перетину двох функцій. Наприклад, графік функції {\displaystyle e^{-x}-x=0} побудувати складно, тоді як графіки функцій {\displaystyle f(x)=e^{-x}} та {\displaystyle g(x)=x=0} прості. Побудувавши їх можна переконатися, що криві перетинаються. 
Графічний метод особливо ефективний при якісному аналізі рівняння, коли потрібно визначити, чи існує корінь взагалі, або число можливих коренів.

## Чисельні методи
Для складних функцій застосовуються чисельні методи. Знаходження чисельного розв'язку можливе з певною точністю, тобто зводиться до визначення інтервалу, меншого від наперед заданого числа, в якому функція має принаймні один корінь. 
Розв'язування починається з аналізу задачі, при якому потрібно визначити кількість і якість коренів. Задача знаходження коренів парної кратності потребує окремого розгляду, тому надалі мова йтиме про прості корені або корені непарної кратності. 

### Виділення області з одним коренем
Наступний крок - виділення області з єдиним коренем. Характерною ознакою існування кореня на певному інтервалі те, що функція має на кінцях цього інтервалу різні знаки. Тут існує дві небезпеки. Така ж ознака властива для функцій з розривами. Наприклад, функція 
{\displaystyle F(x)={\frac {1}{x-1}}}
має різні знаки на кінцях інтервалу [0,2], але не має на цьому інтервалі кореня. Для виключення таких особливостей потрібен детальніший аналіз. 
Інша небезпека в тому, що при різних знаках функції на кінцях інтервалу, вона може мати на цьому інтервалі непарне число коренів, більше від одиниці. В такому разі можна пропустити кілька коренів. У разі парного числа коренів на інтервалі функція має на його кінцях однаковий знак, й є небезпека пропустити всі корені взагалі. 

Практично виділення інтервалу з одним коренем проводиться методом табуляції з кроком, достатньо грубим, щоб не обчислювати функцію надто багато разів, але водночас достатнім для того, щоб не пропустити корінь.

### Алгоритми уточнення кореня
Ізолювавши інтервал, на якому існує один корінь, необхідно вибрати конкретний алгоритм знаходження кореня із заданою точністю. Алгоритми уточнення коренів поділяються на дві категорії - алгоритми звуження інтервалу та ітераційні алгоритми. Вибір алгоритму для чисельного знаходження кореня проводиться з урахуванням його ефективності. Алгоритм повинен проводити якомога менше обчислень функції, тобто працювати швидко, але, водночас, бути простим при програмуванні й застосуванні. Ітераційні алгоритми потребують перевірки на збіжність. Існує також велика кількість різноманітних комбінованих методів.

#### Звуження інтервалу
До методів звуження інтервалу належать, зокрема метод дихотомії та метод хорд. 
Метод дихотомії, відомий також під назвами метод бісекції або метод ділення навпіл - найпростіший, надійний, але порівняно повільний метод. Суть методу в тому, що інтервал ділиться навпіл, обраховується значення функції в середній точці, й порівнюється її знак зі знаками функції на кінцях інтервалу. Така процедура дозволяє виділити наполовину менший інтервал із різними знаками функції на його кінцях. Її повторяють доти, доки довжина інтервалу не стане меншою від заданої точності. 
Ефективніший - метод хорд. При його застосуванні точка всередині інтервалу вибирається з врахуванням абсолютних значень функції на його кінцях.

#### Ітераційні методи
Метод простої ітерації застосовують для розв'язування задач про нерухому точку, тобто рівнянь вигляду: 
{\displaystyle x=f(x)}.
Рівняння загального вигляду потрібно привести до цієї специфічної форми. Спочатку вибирається довільне наближенне значення кореня, за яким знаходиться нове наближення. Таку процедуру проводять доти, доки нове значення не відрізнятиметься від старого на величину, меншу від заданої точності. 
Метод ітерації не завжди збігається. Він із гарантією збіжний тоді, коли похідна від функції {\displaystyle f(x)} менша від одиниці. Практично перевірити цю вимогу буває складно. 

Ілюстрація методу Ньютона

Іншим ітераційним методом є метод дотичних (також відомий як метод Ньютона), при якому нове наближення знаходиться за допомогою лінійної інтерполяції функції. Для застосування методу дотичних потрібно знати похідну від функції.
- Метод релаксації